# Die Hose (Drama)
Die Hose ist der Titel einer Komödie von Carl Sternheim. Die Uraufführung dieses Theaterstücks am 15. Februar 1911 löste einen Skandal aus. Die rüde Direktheit und der ätzende Spott gegen den deutschen Spießbürger führten zu einem zeitweiligen Verbot des Stückes.

## Inhalt
Die Protagonisten des Stücks sind der kleine Beamte Theobald Maske, seine junge Frau Luise, das Objekt der Begierde der beiden neuen Untermieter Mandelstam und Scarron. Diese haben sich eingemietet, aufgrund des Missgeschicks von Luise, der in der Öffentlichkeit die Unterhose sichtbar heruntergerutscht ist. Theobalds Nebenbuhler sind bei Luise nicht erfolgreich – Mandelstam rezitiert vergebens Richard Wagner, um Luise zu erweichen, und Scarron verschwindet, nachdem er sie sich mit einem dichterischen Erguss schwülstiger Phrasen gefügig gemacht hat, auf sein Zimmer und schließt sich ein. Stattdessen gelingt es Theobald unter Aufrechterhaltung aller Ordnung und scheinbarer Anständigkeit, bei der Nachbarin Gertrud Deuter mit seinen erotischen Bedürfnissen zum Ziel zu kommen. Er offenbart so die kleinbürgerliche Doppelmoral, die er ohne Skrupel für seine Interessen nutzt.
Das Theaterstück fand seine Fortsetzung in Sternheims Komödien Der Snob und 1913. Es wurde 1927 unter dem Titel Die Hose von Hans Behrendt mit Jenny Jugo und Werner Krauß in den Rollen des Ehepaars Maske verfilmt.